# Dan Stupar
Dan Mircea Stupar (Arad, 1967. november 27. –) román labdarúgó. Hazájában, az aradi csapatokban fordult csak meg és egész pályafutását ott töltötte szülővárosában. Magyarországi szereplése a Debreceni VSC-nél kezdődött, ahol nem számított alapembernek, de nem is volt tartalék, így 54 mérkőzésen lépett pályára három év alatt. Majd a KCFC-Hajdúszoboszló gárdájában folytatta, ahol már alapember volt. A másodosztályú együttestől 1999 telén hazatért Romániába.